# Ramsay Muir
 (juin 2023).
John Ramsay Bryce Muir (30 septembre 1872 - 4 mai 1941) est un historien britannique, homme politique et penseur du Parti libéral qui apporte une contribution significative au développement de la philosophie politique libérale dans les années 1920 et 1930 grâce à son travail sur la politique industrielle nationale et sa promotion de la politique internationale d'interdépendance.

## Jeunesse et éducation
Muir est né à Otterburn, Northumberland, l'aîné des cinq enfants d'un ministre presbytérien réformé. Il fait ses études à Birkenhead, puis à l'University College de Liverpool, où il obtient un diplôme en histoire, puis au Balliol College, à Oxford, où il obtient une première en humanités classiques et en histoire moderne.

## Carrière académique
En 1898, Muir devient maître de conférences adjoint en histoire à l'université de Manchester et l'année suivante, il est nommé maître de conférences en histoire à Liverpool. De 1906 à 1913, il est professeur d'histoire à Liverpool lorsqu'il démissionne pour occuper un poste de conférencier invité à l'université du Pendjab en Inde (1913–14). De retour en Angleterre, il devient professeur d'histoire moderne à l'Université de Manchester. Entre 1917 et 1919, il est membre d'une commission chargée d'enquêter sur l'université de Calcutta et l'enseignement postsecondaire indien. Il met fin à sa carrière universitaire en 1921 et se consacre à plein temps à la politique.

## Libéralisme et politique
Pendant son séjour à Manchester, Muir est actif au sein de la Fédération libérale de Manchester, ce qui suscite son intérêt pour la réforme industrielle, économique et sociale. Il publie le livre Libéralisme et industrie en 1920 et en 1921, il est l'un des fondateurs des écoles d'été libérales, un séminaire annuel d'une semaine pour promouvoir dans le parti le développement des politiques innovantes. Les séminaires ont lieu en alternance à Cambridge et à Oxford jusqu'en 1939. Ils produisent les «livres colorés» libéraux sur les questions industrielles et sociales, le plus célèbre L'avenir industriel de la Grande-Bretagne (le « Livre jaune »), et sont une source d'idées pour les progressistes en politique. Muir est aussi un éminent écrivain libéral, contribuant fréquemment à The Nation et au Weekly Westminster . Au cours des années 1930, il dirige le Westminster Newsletter, un hebdomadaire sur les affaires du Parti libéral.
Muir se présente huit fois au Parlement pour les libéraux entre 1922 et 1935. Il est élu aux élections générales de 1923 en tant que député de Rochdale dans le Lancashire, ayant échoué dans cette circonscription aux élections générales de 1922 Cependant, il est battu aux élections de 1924. Il se présente à nouveau au Parlement lors de cinq autres élections, sans succès : en 1926 : élection partielle pour les universités anglaises combinées, en 1929 à Rochdale, en 1931 à élection partielle dans Scarborough et Whitby, 1931 à Louth et en 1935 à Scarborough et Whitby.
Muir est également une figure de proue de la Fédération nationale libérale (NLF), en étant son président de 1931 à 1933. Il est un animateur de la réorganisation du parti de 1936 et est brièvement, en 1936, vice-président de la nouvelle Organisation du Parti libéral (LPO). De 1936 jusqu'à sa mort, il préside le comité d'éducation et de propagande de la LPO. Il est un contributeur clé de la révision de la ligne politique libérale de 1934 et l'auteur principal de son rapport « The Liberal Way ». Bien que Muir ait été étroitement associé aux idées progressistes issues des séminaires d'été libéraux, aux solutions radicales au chômage, à la réforme industrielle et sociale inspirées par Maynard Keynes, Lloyd George et William Beveridge, il est aussi en quelque sorte un libéral classique. Il est particulièrement constant sur le libre-échange, qu'il a toujours soutenu, et adopte une vision paternaliste des questions impériales et coloniales, dans lesquelles les devoirs de la Grande-Bretagne envers ses colonies occupent le devant de la scène en mettant l'accent sur la tutelle.
Pendant la Seconde Guerre mondiale, Muir est écrivain bénévole et conférencier pour le ministère de l'Information. Il ne s'est jamais marié ni n'a pas d'enfants et est décédé à son domicile de Pinner, Middlesex, le 4 mai 1941, à l'âge de 68 ans.

## Publications
- History of Municipal Government in Liverpool (en collaboration), 1906
- History of Liverpool, 1907
- Peers and Bureaucrats, 1910
- Atlas of Modern History, 1911
- Philips' new historical atlas for students (en collaboration), 1911
- Britain's Case Against Germany, 1915
- Making of British India, 1915
- Nationalism and Internationalism, 1916
- The Expansion of Europe, 1917
- The Character of the British Empire, 1917
- National Self-Government, 1918
- Liberalism and Industry: Towards a Better Social Order, 1920
- History of the British Commonwealth, Volume I, 1920
- History of the British Commonwealth, Volume II, 1922
- Politics and Progress: A Survey of the Problems of Today, 1923
- America the Golden, 1927
- British History, 1928
- Robinson the Great, 1929
- How Britain is Governed, 1930
- Protection versus Free Imports, 1930
- The Political Consequences of the Great War, 1931
- The Interdependent World and its Problems, 1932
- The Faith of a Liberal, 1933
- A Brief History of Our Own Times, 1934
- The Record of the National Government, 1936
- Future for Democracy, 1939
- Civilisation and Liberty, 1940
- Ramsay Muir: An Autobiography and Some Essays, (édité par Stuart Hodgson), 1943